# Terry Riley
Terrence Mitchell Riley, (n. 24 iunie 1935) este un compozitor american și muzician și interpret intrinsec asociat cu școala minimalistă a muzicii clasice occidentale, fiind și un pionier al acestei mișcări. Munca sa a fost profund influențată atât de jazz cât și de muzica clasică indiană.

## Scurtă biografie

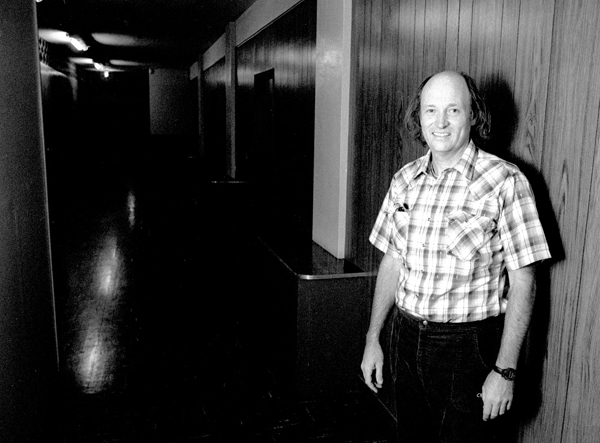
Terry Riley în 1985

San Francisco  CA  1985. (Photo by Brian McMillen)]]
Faimosul album electronic al lui Riley, A Rainbow in Curved Air (înregistrat în 1967, lansat în 1969), a inspirat numeroase dezvoltări ulterioare în muzica electronică, inclusiv părțile de sintetizator ale lui Pete Townshend la piesele "Won't Get Fooled Again" și "Baba O'Riley" a celor de la The Who, acesta din urmă denumită ca omagiu adus lui Riley, precum și lui Meher Baba. Înregistrarea a avut un impact semnificativ asupra dezvoltării muzicii ambient și rock-ului progresiv și precedat de "fuziunea" de jazz electronic a lui Miles Davis, Herbie Hancock, și alții.
După cum democtrază și Rainbow, Riley interpretează pe multiple instrumente cu claviatură, dar instrumentul său principal este de fapt pian-ul acustic. Înregistrarea Concertului de la Lisabona din 1995 îl prezintă pe Riley într-un formă solo la pian, improvizând pe lucrările sale. În notele albumului Riley îi citează pe Art Tatum, Bud Powell, și Bill Evans drept "eroii" lui de pian, ilustrând importanța centrală a jazz-ului în concepțiile sale și unele asemănări notabile cu cele ale lui Keith JarrettFormat:OR. (Titlul albumului invită această comparație. )
Lucrările și diferitele inovații ale lui Riley i-a influențat pe mulți alții în diferite genuri, inclusiv John Adams, Brian Eno, Robert Fripp, Philip Glass, Frederic Rzewski și Tangerine Dream

## Discografie
- 1963: Music for The Gift
- 1965: Reed Streams
- 1967: A Rainbow in Curved Air
- 1968: In C
- 1970:  Church of Anthrax, cu John Cale
- 1972: Persian Surgery Dervishes
- 1975: Descending Moonshine Dervishes, Kuckucku Records
- 1978: Shri Camel pentru orga electronică solo reglată doar la intonație și modificată prin delay digital
- 1984: Terry Riley: Cadenza on the Night Plain, o colaborare cu the Kronos Quartet
- 1985: No Man's Land
- 1986: The Harp of New Albion, pentru pian acordat la intonația naturală
- 1987: Chanting the Light of Foresight, cu Rova Saxophone Quartet la intonația naturală
- 1989: Salome Dances for Peace pentru Kronos Quartet
- 1998: Muzică pentru piano de John Adams și Terry Riley, interpretată de Gloria Cheng
- 2002:  Sun Rings  pentru Kronos Quartet
- 2004: The Cusp of Magic, cu Kronos Quartet, compus pentru a șaptezecea aniversare, o odă pentru ritualul din ajunul Solstițiului de vară
- 2008: Banana Humberto, concert de pian cu ansamblul Paul Dresher
- 2010: Two Early Works, primele înregistrări a doua compoziții timpurii ale lui Riley, interpretate de Calder Quartet

## Filmografie
- 1970 - Corridor. Film de Standish Lawder.
- 1976 - Crossroads. Film de Bruce Conner.
- 1976 - Lifespan. Film de Sandy Whitelaw. Coloana sonoră lansată sub numele de La Secret De La Vie.
- 1976 - Music With Roots in the Aether: Opera for Television. Tape 6: Terry Riley. Produs și regizat de Robert Ashley. New York, New York: Lovely Music.
- 1986 - In Between the Notes...a Portrait of Pandit Pran Nath, Master Indian Musician. Produs de Other Minds, regizat de William Farley.
- 1995 - Musical Outsiders: An American Legacy - Harry Partch, Lou Harrison, and Terry Riley. Regizat de Michael Blackwood.
- 2008 - "A Rainbow In Curved Air" în coloana sonora a jocului  Grand Theft Auto IV. Poate fi ascultat la postul fictiv de radio, "The Journey".